# 牛顿环形山

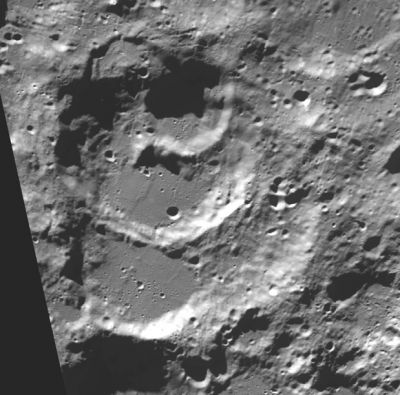
克莱门汀号拍摄的图像

牛顿环形山（Newton）是月球正面南部极地区一座古老的大撞击坑，约形成于39.2-38.5亿年前的酒海纪，其名称取自十七世纪著名的英国物理学家、数学家、工程师及天文学家艾萨克·牛顿爵士(1643年-1727年)，1935年被国际天文学联合会批准接受。

## 描述
该陨坑西北毗邻卡萨屠斯环形山、东北靠近肖特环形山、马拉柏特环形山位于它的东北偏东、而它的西南偏南则横亘了卡比厄斯环形山。该陨坑中心月面坐标为76°31′S 17°26′W / 76.52°S 17.44°W，直径83.9公里，深度5.54公里。由于地处月球南极附近，从地球看，受透视作用，该陨坑外观高度扁长，它也被认为是月球正面最深的陨石坑。
牛顿环形山坑壁外观呈多边形状，西南侧部分坐落在被熔岩淹没的卫星坑"牛顿 G"之上，二者形成阶梯式的连接，而东北部则被卫星坑"牛顿 D"覆盖。已磨损的坑壁宽度并不均匀，南侧壁相对低矮而狭窄，其中介于二坑之间(牛顿环形山与卫星坑"牛顿 G")的西南壁构成了一段狭窄的山脊，但环形山其它部分外壁则更加宽厚，尤其是与"牛顿 D"相连的区域。牛顿环形山西侧坑壁最高约为7300米，而东侧坑壁更有二处壁顶达到7500米。
牛顿环形山坑底地貌反差较为明显，其中南半部已被熔岩流或熔化的喷出物覆盖，形成一处平坦的表面，仅显示有一些细小陨坑和一道位于坑底中间的小皱岭；但北半部底表则崎岖而不规则，靠东北偏北内壁的卫星坑"牛顿 D"，几乎占据了整个东半侧坑底。坑底中心附近还坐落了一座高约1900米的巨大中央峰，沿南侧内壁底分布有一条细小的沟壑，好似从"牛顿 G"中下淌的通道。

## 卫星陨石坑
按惯例，最靠近格林伯格环形山的卫星坑将在月图上以字母标注在该坑的中心点旁。
| 格林伯格 | 纬度    | 经度    | 直径    |
| -------- | ------- | ------- | ------- |
| A        | 79.7° S | 19.7° W | 64 公里 |
| B        | 81.1° S | 15.4° W | 44 公里 |
| C        | 74.8° S | 14.4° W | 35 公里 |
| D        | 75.9° S | 14.8° W | 37 公里 |
| E        | 79.8° S | 36.9° W | 17 公里 |
| F        | 72.2° S | 16.1° W | 7 公里  |
| G        | 78.2° S | 18.3° W | 67 公里 |

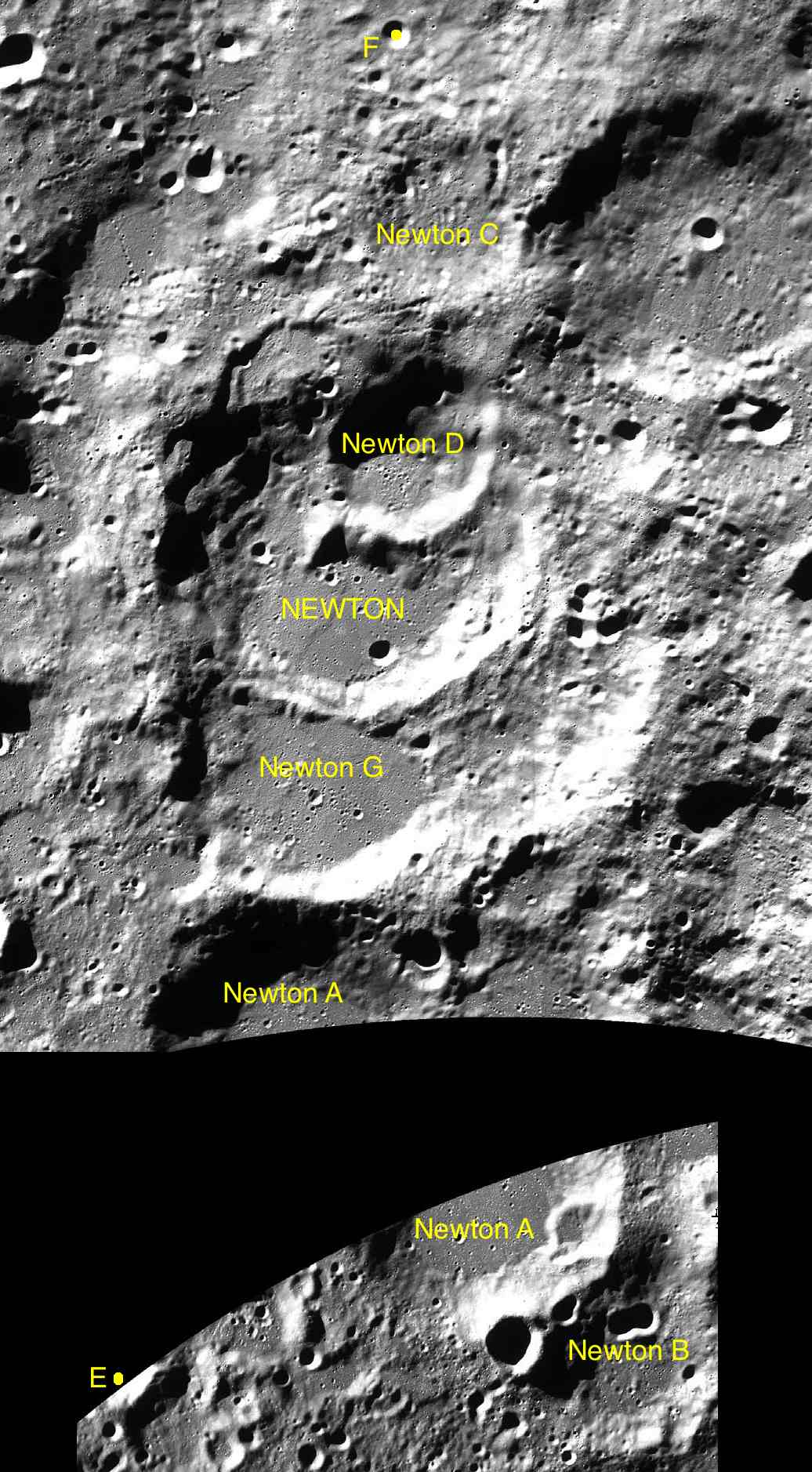
LAC-137与LAC-144拼接图

- 卫星坑"牛顿 A"和"牛顿 G"约形成于45.5-39.2亿年前的前酒海纪[1]。

## 延伸阅读
- Wood, Chuck. . Lunar Photo of the Day. 2005-08-06  [2006-07-21]. （原始内容存档于2020-11-27）.
- Andersson, L. E.; Whitaker, E. A. . NASA RP-1097. 1982.
- Blue, Jennifer. . USGS. July 25, 2007  [2007-08-05]. （原始内容存档于2018-12-25）.
- Bussey, B.; Spudis, P. . New York: Cambridge University Press. 2004. ISBN 978-0-521-81528-4.
- Cocks, Elijah E.; Cocks, Josiah C. . Tudor Publishers. 1995. ISBN 978-0-936389-27-1.
- McDowell, Jonathan. . Jonathan's Space Report. July 15, 2007  [2007-10-24]. （原始内容存档于2018-12-25）.
- Menzel, D. H.; Minnaert, M.; Levin, B.; Dollfus, A.; Bell, B. . Space Science Reviews. 1971, 12 (2): 136–186. Bibcode:1971SSRv...12..136M. doi:10.1007/BF00171763.
- Moore, Patrick. . Sterling Publishing Co. 2001. ISBN 978-0-304-35469-6.
- Price, Fred W. . Cambridge University Press. 1988. ISBN 978-0-521-33500-3.
- Rükl, Antonín. . Kalmbach Books. 1990. ISBN 978-0-913135-17-4.
- Webb, Rev. T. W.  6th revised. Dover. 1962. ISBN 978-0-486-20917-3.
- Whitaker, Ewen A. . Cambridge University Press. 1999. ISBN 978-0-521-62248-6.
- Wlasuk, Peter T. . Springer. 2000. ISBN 978-1-85233-193-1.